# アカザ (魚)
アカザ（赤佐、赤刺、Liobagrus reini）はナマズ目アカザ科の魚。胸鰭と背鰭に鋭く毒のある棘条があり、その棘条に刺されると痛いことからつけられたアカザスが転訛してこの名になったとされている。他には、アカネコ、アカナマズの名がある。日本固有種で、秋田、宮城県以南の本州、四国、九州に分布する。九州における分布南限は、大分県大分川水系および宮崎県と鹿児島県境を流れる川内川と推定されている。

## 形態
ナマズの仲間としては小型で、体長は最大10cm前後。ドジョウのように円筒形の細長い体型をしており、英名でもLoach catfish（ドジョウナマズ）と呼ばれる。体色は、やや赤色がかるが地域変異が大きい。生息域の重複や頭部の形状などの特徴からギギやギバチに若干似るが、以上のような特徴から識別は容易である。また、他種と比べて頭部が小さく側線が胸鰭の後ろ近辺までしかないという違いがある。口ひげは上顎に2対、下顎に2対の計8本である。胸鰭に1本ずつ、背鰭に1本の刺条を持つ。刺条には毒腺があり、刺されると痛む。背鰭の後部には脂鰭があるがその基底は長く、後端で尾鰭と連結する。尾鰭の後縁は丸く扇形になる。

## 生態
水温の低い河川の上流域下部〜中流域、渓流部の清澄な水底に生息する。高温に弱く、水温が25度以上になると死亡個体が出始める。
夜行性。日中は水底の浮き石の下、岩の隙間などに隠れており、夜間や水の濁った時に活動する。形態と同様、動作もドジョウに似ており、水底の石の間を伝いぬうように動き回る。肉食性で、主に水生昆虫を捕食する。
卵はゼリー状の物質に守られ、ひとかたまりに産み付けられる。

## 保全状態評価
絶滅危惧II類 (VU)（環境省レッドリスト）
河川改修や砂礫の採取による環境改変、農薬の河川流出にともなう水生昆虫類の減少等により、生息地が縮小し個体数が減少している。
東京都秋川水系においては国内外来種となり同一環境に分布するカジカと餌の競合を生じていると指摘されている。